# Quatinga
Quatinga é um distrito do município brasileiro de Mogi das Cruzes, que integra a Região Metropolitana de São Paulo. O distrito é formado pela vila de Quatinga (sede) e pelos bairros Barroso e Pindorama.

## História

### Formação administrativa
- Lei Ordinária nº 4.631 de 02/07/1997 - Fica criado o "Distrito de Quatinga", com sede no bairro do mesmo nome e território desmembrado do distrito de Taiaçupeba[2].

## Geografia

### Demografia

#### População urbana
| Crescimento população urbana | Crescimento população urbana | Crescimento população urbana | Crescimento população urbana |
| Censo                        | Pop.                         |                              | %±                           |
| ---------------------------- | ---------------------------- | ---------------------------- | ---------------------------- |
| 2000                         | 1 342                        |                              | —                            |
| 2010                         | 1 569                        |                              | 16,9%                        |
| Fonte: IBGE e Fundação SEADE |                              |                              |                              |

#### População total
Pelo Censo 2010 (IBGE) a população total do distrito era de 3 672 habitantes.

### Área territorial
A área territorial do distrito é de 82,921 km².

### Rodovias
Está distante 35 quilômetros do centro de Mogi das Cruzes, e pode ser acessado através da rodovia Mogi-Taiaçupeba (SP-102), Estrada das Varinhas (SP-39) e por Paranapiacaba pela SP-122.

## Serviços públicos

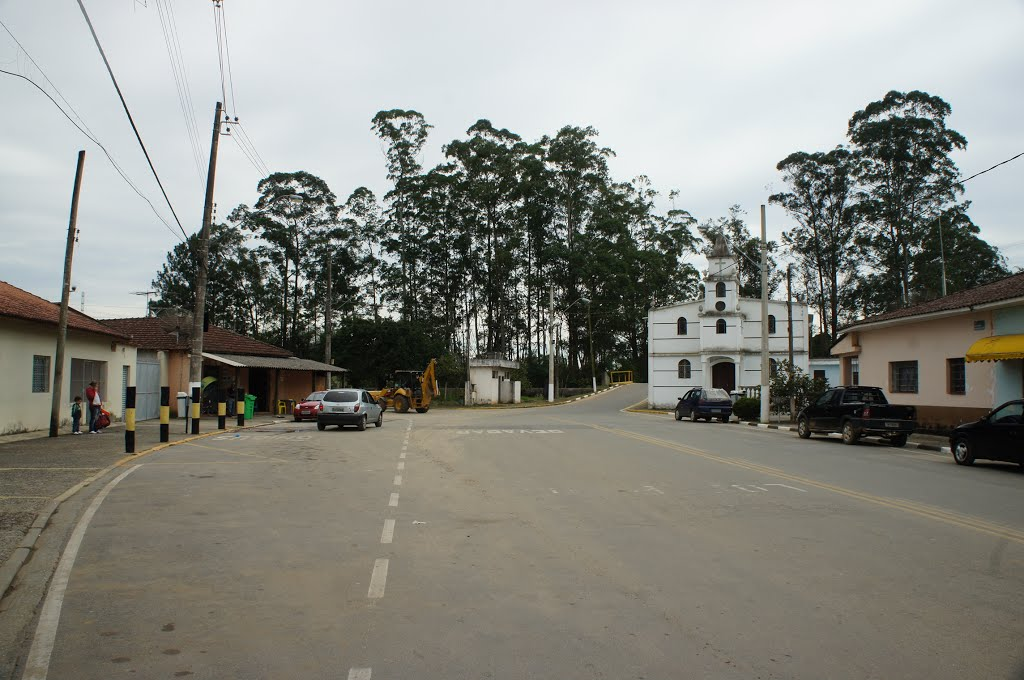
Aspecto local.

O distrito vem se expandindo ao longo dos anos tanto na infraestrutura como na área de saúde e educação.

### Registro civil
Feito na sede do município, pois o distrito não possui Cartório de Registro Civil das Pessoas Naturais.

### Saneamento
O serviço de abastecimento de água é feito pela Companhia de Saneamento Básico do Estado de São Paulo (SABESP).

### Energia
A responsável pelo abastecimento de energia elétrica é a EDP São Paulo, antiga Bandeirante Energia.

### Telecomunicações
O distrito era atendido pela Companhia Telefônica da Borda do Campo (CTBC), que passou a operar a central telefônica rural inaugurada em 1975 no Bairro Pindorama, utilizada até os dias atuais. Em 1998 esta empresa foi vendida juntamente com a Telecomunicações de São Paulo (TELESP) para a Telefônica, que em 2012 adotou a marca Vivo para suas operações.

## Atrações turísticas

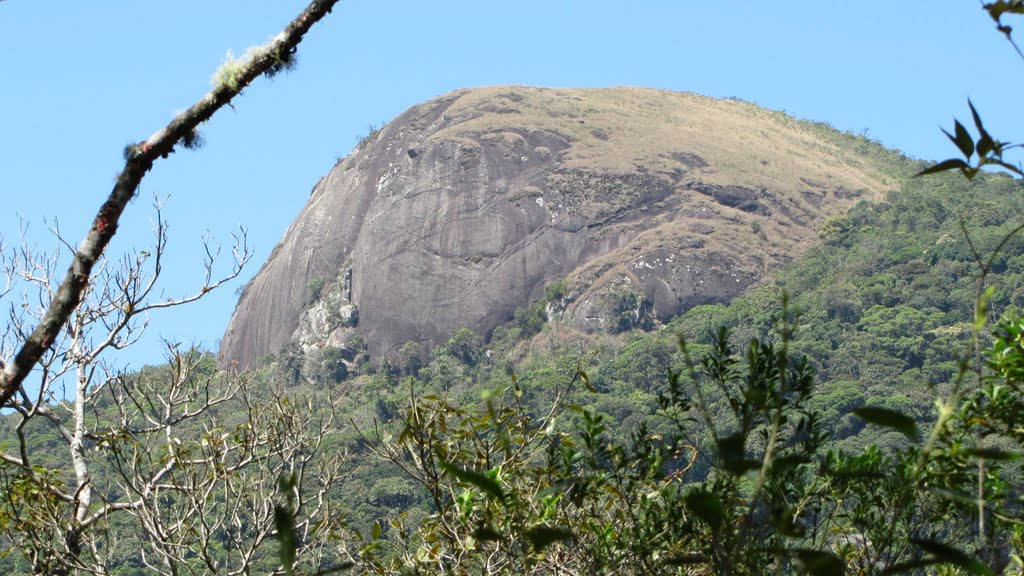
Pedra Grande.

Quatinga atrai muitos turistas que procuram atrações locais como:
- Igreja de Nossa Senhora da Piedade (construída em 1950)
- Vila de Taquarussu
- Pedra Grande - um granito de cem metros encravado na serra do mar, de onde pode se ver o litoral